# كأس روسيا لكرة القدم 1993–94
كأس روسيا لكرة القدم 1993–94 (بالروسية: Кубок России по футболу 1993/1994)‏ هو موسم من كأس روسيا لكرة القدم. أقيم خلال الفترة 18 أبريل 1993 وحتى 22 مايو 1994، وفاز فيه سبارتاك موسكو.